# Artolsheim
Artolsheim (elsässisch Àrtelse) ist eine französische Gemeinde mit 992 Einwohnern (Stand 1. Januar 2021) im Département Bas-Rhin in der Europäischen Gebietskörperschaft Elsass und in der Region Grand Est. Sie gehört zum Arrondissement Sélestat-Erstein und zum Gemeindeverband Ried de Marckolsheim.

## Lage
Die Gemeinde liegt in der Rheinebene, 16 Kilometer nordöstlich von Colmar. Zwischen Artolsheim und dem westlich davon gelegenen Hessenheim verläuft der Rhein-Rhône-Kanal.
Artolsheim ist die französische Gemeinde mit dem weitesten Abstand zum Meer (jeweils 430 Kilometer zum Mittelmeer und zur Nordsee).

## Geschichte
Nach französischer Geschichtsschreibung wurde Artolsheim im 8. Jahrhundert durch Mönche des Klosters Ebersmünster als "cour domaniale" gegründet. Die Geschichte des Dorfes mag mit der des Klosters Ebersmünster bei Schlettstadt eng verbunden sein, das hier seit dem 10. Jahrhundert eine Kirche und vor dem 12. Jahrhundert schon einen Gutshof besaß. Auch das Kloster Ebersheim soll hier Besitz gehabt haben, wobei sich die französische Geschichtsschreibung gerne auf Erwähnungen oder "Urkunden" von 817, 824 und 829 beruft. Doch haben Ebersheimer Mönche alle diese "Urkunden" (kaiserliche Immunitäts- und Besitzbestätigungen für ihr Kloster) gefälscht, wie Historiker herausgefunden haben (z. B. Nuber u. a. in "Archäologie und Geschichte" 2011). Wann Artolsheim wirklich zum ersten Mal urkundlich erwähnt wird, ist noch immer offen.
Im Dreißigjährigen Krieg wurde der Ort verwüstet. Wie alle Orte des Elsass spätestens bis 1661 von französischen Truppen besetzt, gehörte er von 1871 bis 1918 wieder zum Deutschen Reich, musste aber 1919 wieder an Frankreich zurückgegeben werden. Weil man eine deutsche Offensive nach dem Kriegsbeginn 1939 fürchtete, die dann 1940 tatsächlich auch erfolgte, wurde die Bevölkerung in das Département Dordogne evakuiert.

## Wirtschaft
Wichtige Erwerbszweige sind die Landwirtschaft und das Kleingewerbe. Der Bau des östlich verlaufenden Rheinseitenkanals begünstigte die Ansiedlung von Industrie.

## Bevölkerungsentwicklung
| Jahr                       | 1962 | 1968 | 1975 | 1982 | 1990 | 1999 | 2010 | 2021 |
| -------------------------- | ---- | ---- | ---- | ---- | ---- | ---- | ---- | ---- |
| Einwohner                  | 694  | 705  | 630  | 649  | 643  | 728  | 931  | 992  |
| Quellen: Cassini und INSEE |      |      |      |      |      |      |      |      |

## Sehenswürdigkeiten

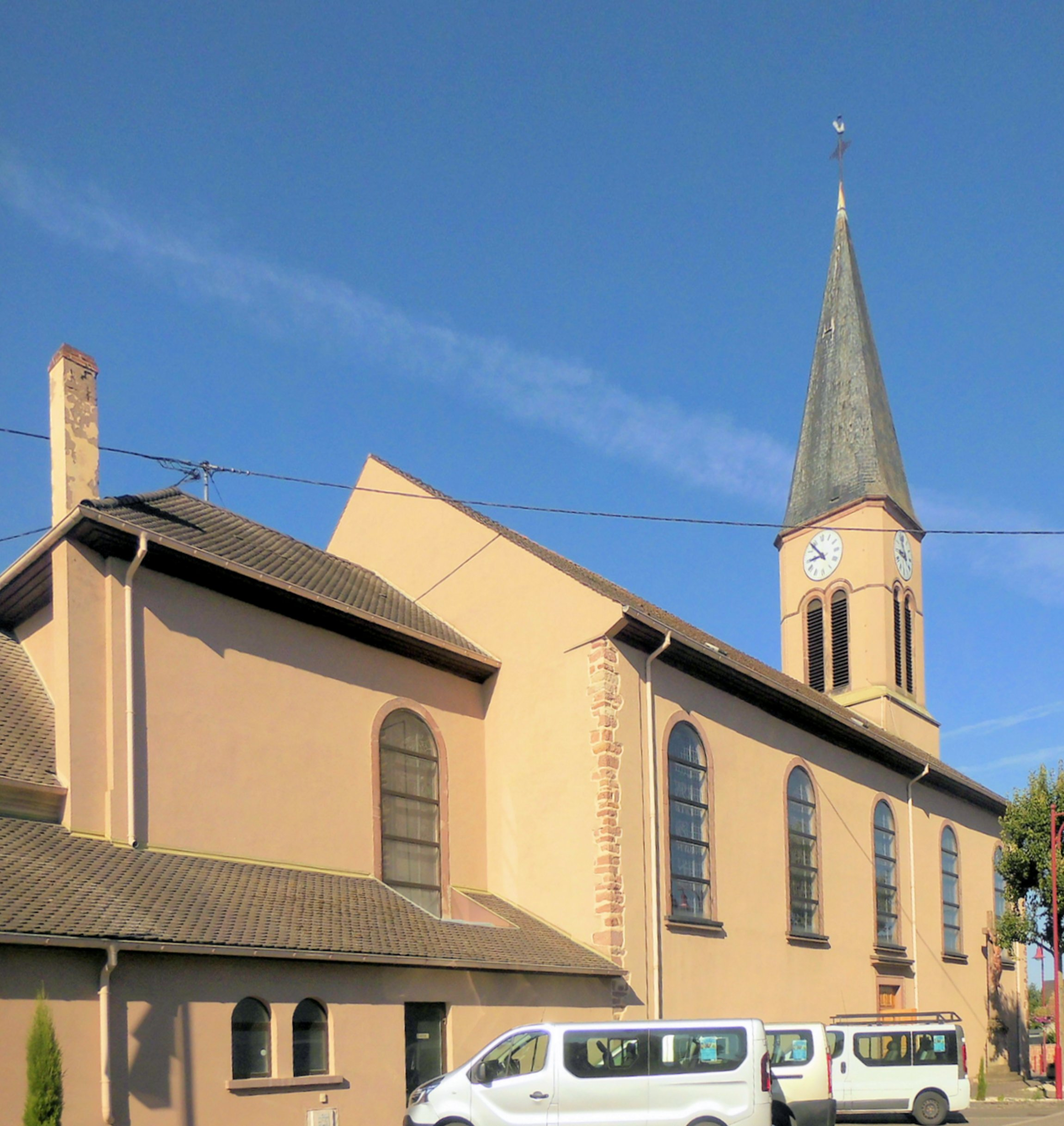
Kirche St. Mauritius
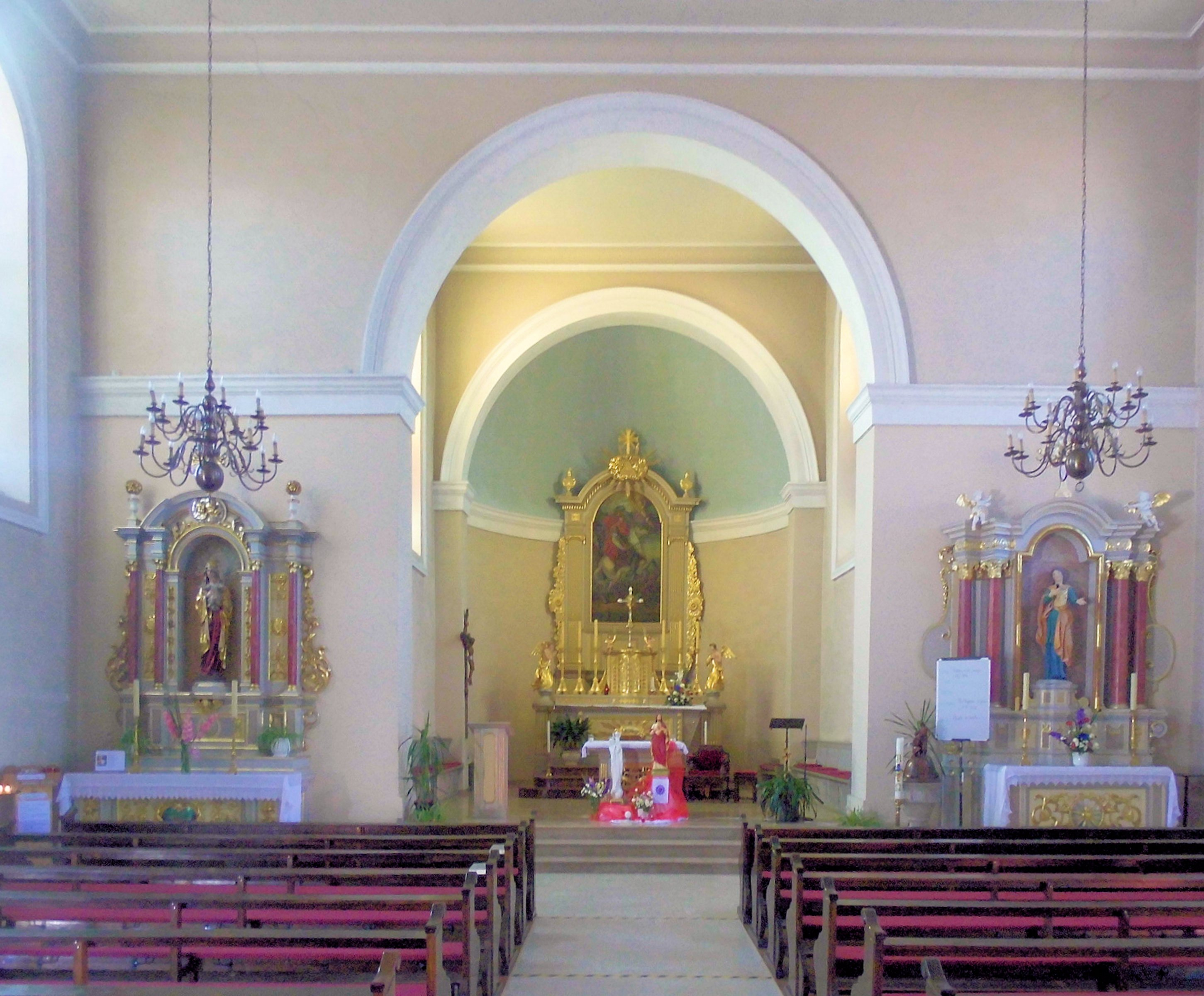
Innenansicht St. Mauritius
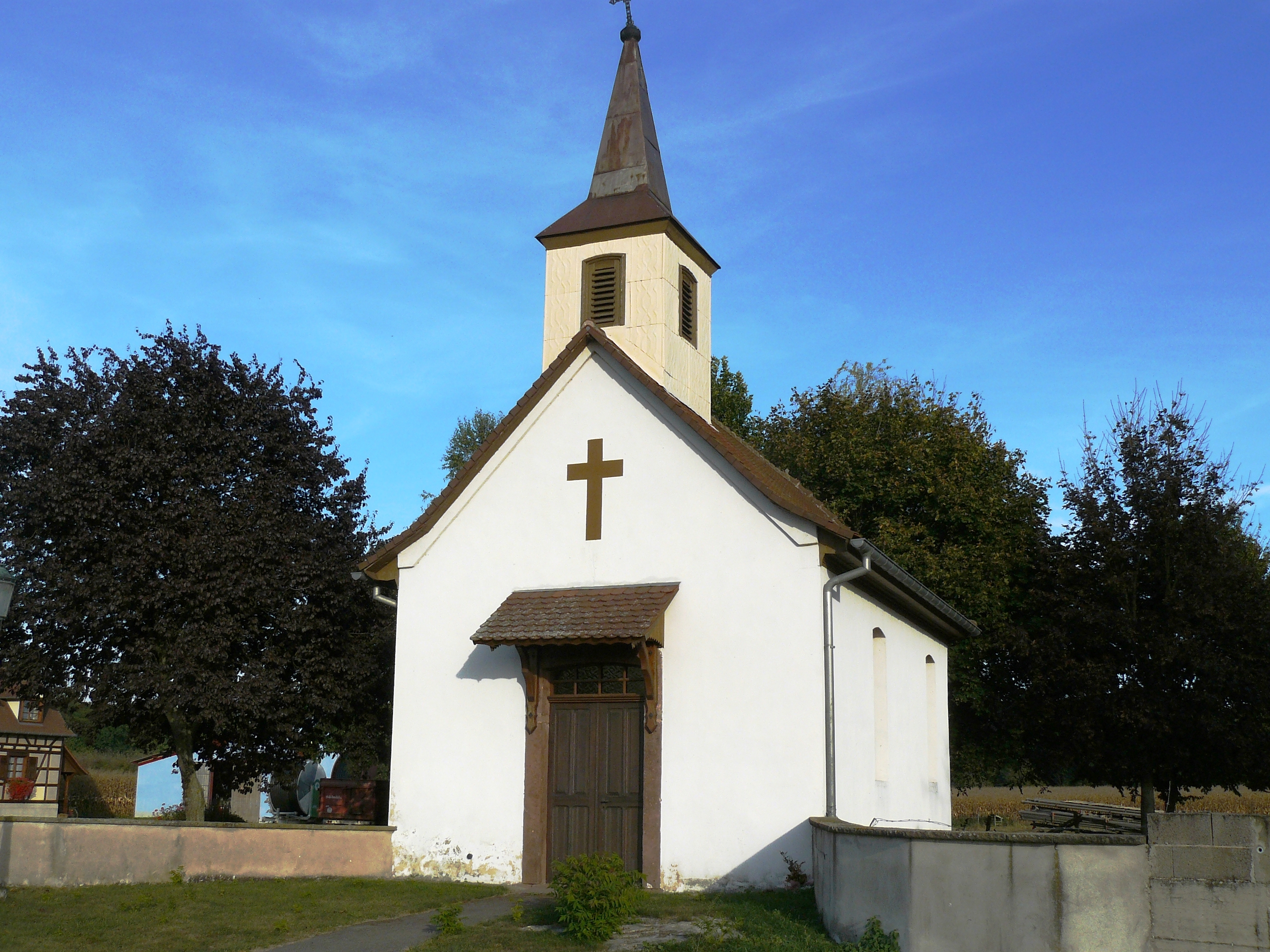
Kreuzkapelle
Wasserturm
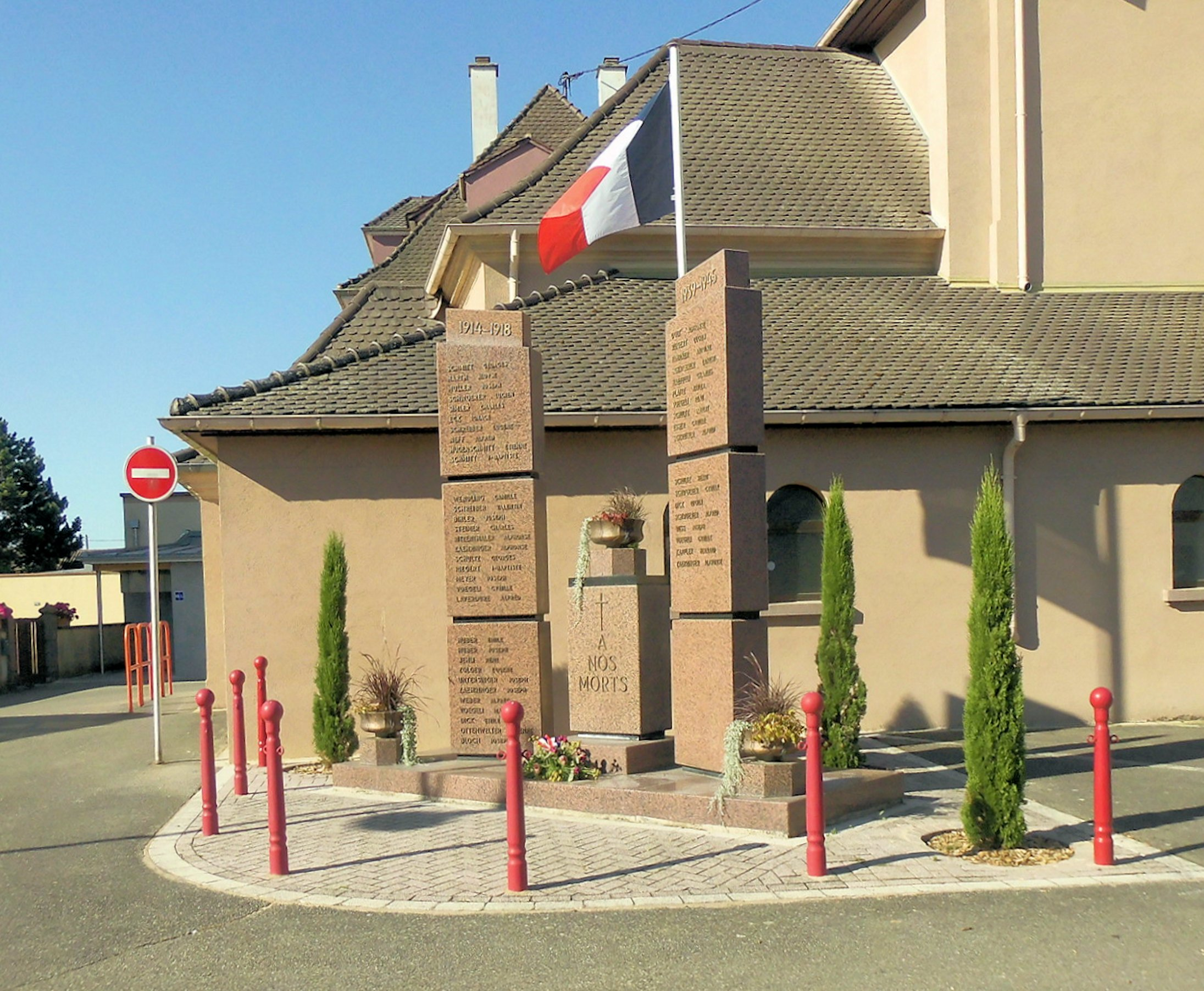
Gefallenendenkmal

- Kirche St. Mauritius
- Innenansicht St. Mauritius
- Kreuzkapelle
- Wasserturm
- Gefallenendenkmal

## Persönlichkeiten
- Thomas Seltz (* 1872 in Artolsheim; † 1959 in Vittefleur), Journalist und Politiker, Mitglied der französischen Abgeordnetenkammer